# Prapreče, Trbovlje
Prapreče este o localitate din comuna Trbovlje, Slovenia, cu o populație de 147 de locuitori.